# Wilma Stockenström
Wilma Johanna Stockenström (Napier, 7 de agosto de 1933) es una poetisa, novelista y dramaturga sudafricana.

## Biografía
Estudió arte dramático en la Universidad de Stellenbosch, y después trabajó como de locutora de radio en Ciudad del Cabo hasta establecerse en Pretoria en 1954 cuando se casó con el lingüista estonio Ants Kirsipuu.
Inicialmente cultivó poesía y teatro, y a partir de la década de 1970 comenzó a escribir novelas. Su novela La expedición al baobab (1981), publicada originalmente en afrikáans, es quizá su obra más conocida, que J. M. Coetzee la tradujo al inglés en 1983.

## Obra

### Poesía
- Vir die bysiende leser,  1970
- Spieël van water, 1973
- Van vergetelheid en van glans, 1976
- Monsterverse, 1984
- Die heengaanrefrein, 1988
- Aan die Kaap geskryf, 1994
- Spesmase, 1999
- Die Stomme Aarde: 'n Keur, 2007
- Skoelapperheuwel, skoelappervrou, 1988/2011
- Hierdie mens, 2013

### Prosa
- Uitdraai, Cape Town: Human & Rousseau, 1976
- Eers Linkie dan Johanna, Cape Town: Human & Rousseau, 1979
- Die kremetartekspedisie, Cape Town: Human & Rousseau, 1981
- Kaapse rekwisiete, 1987
- Abjater wat so lag, 1991

### Teatro
- Dawid die dik dom kat: ’n kindertoneelstuk, 1971
- Trippens se patatta, 1971
- Laaste middagmaal, 1978

## Premios
- 1977 - Premio Hertzog de poesía por Van vergetelheid en van glans
- 1984 - CNA, Louis Luyt and Ou Mutual Prizes por Monsterverse
- 1988 - Grinzane Cavour Prize por Spedizione al Baobab
- 1991 - WA Hofmeyr, Premio Hertzog por Abjater wat so lag
- 2008 - SALA Literary Lifetime Award